# Calisto grannus
Calisto grannus är en fjärilsart som beskrevs av Bates 1939. Calisto grannus ingår i släktet Calisto och familjen praktfjärilar. Inga underarter finns listade i Catalogue of Life.

## Bildgalleri

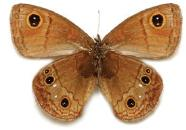
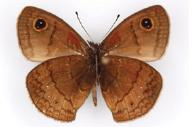
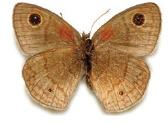
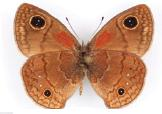
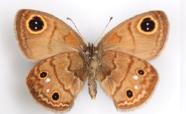